# Sergio Utleg
Sergio Lasam Utleg (Solana, Cagayan, 11 september 1943) is een prelaat van de rooms-katholieke kerk in de Filipijnen. Hij is de voormalige aartsbisschop van Tuguegarao. Op 18 oktober 2019 werd zijn ontslag aanvaard door paus Franciscus, waarbij bisschop Ricardo Baccay van Alaminos tot zijn opvolger werd benoemd.

## Leven en kerk
Sergio Lasam Utleg of liefkozend "Ama Enjoe" genoemd, werd geboren op 11 september 1943 in Solana, Cagayana (Filipijnen). Hij volgde zijn filosofische en theologische studies aan het UST Central Seminary in Manilla. Vervolgens behaalde hij in 1967 een MA in sociologie aan de Fordham University in New York, Verenigde Staten, en in 1968 een licentiaat in de theologie aan de Pauselijke Gregoriaanse Universiteit in Rome. Hij werd op 30 april 1968 in New York priester gewijd voor het diocees Tuguegarao.
Nadat hij een paar jaar parochievicaris was geweest, was hij van 1973 tot 1987 pastoor in Cordova, Amulung en vervolgens pastoor in Alcala, Cagayan tot 1997. Tegelijkertijd bekleedde hij functies op het kantoor voor de sociale pastorale zorg van het aartsbisdom Tuguegarao. 
Hij werd op 10 februari 1997 door paus Johannes Paulus II benoemd tot coadjutor-bisschop van Ilagan. Zijn bisschopswijding vond plaats op 17 maart 1997 in de Sint-Pieters Kathedraal in Tuguegarao. Vervolgens werd hij op 26 juli 1999 bisschop van Ilagan, na de aanvaarding van het ontslag van zijn voorganger, mgr. Miguel Purugganan. De toenmalige bisschop Utleg werd op 13 november 2006 door paus Benedictus XVI benoemd tot bisschop van Laoag en op 11 januari 2007 geïnstalleerd als bisschop van Lingayen.
Binnen de Bisschoppenconferentie van de Filipijnen werd hij voorzitter van de "Bisschoppelijke Commissie voor Inheemse Volkeren".
Bisschop Utleg was op 6 november 1999 betrokken bij de wijding van Wim Eijk tot bisschop van Groningen.

## Aartsbisschop van Tuguegarao
Op 16 juni 2011 heeft paus Benedictus XVI bisschop Sergio Utleg verheven tot aartsbisschop van Tuguegarao, ter vervanging van de aftredende aartsbisschop Diosdado Talamayan. Zijn ontslag werd op 18 oktober 2019 aanvaard door paus Franciscus, waarbij Alaminos bisschop Ricardo Baccay werd benoemd tot zijn opvolger als aartsbisschop van Tuguegarao.